# Zoothera major
El zorzal de Amami (Zoothera major) es una especie de ave paseriforme de la familia Turdidae nativa las islas Ryūkyū.

## Descripción
Este zorzal de gran tamaño, y con un patrón de colores característico posee una apariencia similar al del zorzal dorado del Himalaya, del cual a menudo es considerado una subespecie. Su dorso es de un tono oliva cálido - marrón a ante y sus partes inferiores son blanquecinas con profusión de pintas negras. Posee doce plumas en su cola. Posee un canto alegre. El zorzal de Amami mide de 29 a 31 cm de largo y pesa aproximadamente 172 g.

## Distribución y hábitat
Es una especie endémica de las islas Amami Ōshima y Kakeroma en el norte de las islas Ryūkyū de Japón.
Para su reproducción prefiere un hábitat formado por bosques siempreverdes de hojas anchas maduros subpropicales en zonas de valles húmedos. Se alimenta de invertebrados y frutos. Se reproduce entre mayo y junio, su puesta consiste de 3 a 4 huevos. 

## Estado de conservación
La especie se encuentra en peligro crítico de extinción a causa de la destrucción de los bosques que conforman su hábitat. Su población se estima en la actualidad en menos de sesenta ejemplares. Las zonas boscosas han sido protegidas por el gobierno como parte de los esfuerzos para conservar el arrendajo de Lidth.
La población con capacidad de reproducirse en toda la isla es estimada cada marzo desde 1999 por el Club de Ornitólogos de Amami. En el 2006 la cantidad total de aves cantoras que aloja el territorio superaba las 162 especies.